# Kanton Le Parcq
Le Parcq is een voormalig kanton van het Franse departement Pas-de-Calais. Het kanton maakte sinds januari 2007 deel uit van het arrondissement Montreuil, daarvoor behoorde het tot het arrondissement Arras. In 2015 werd het kanton opgeheven en ging het op in het kanton Auxi-le-Château.

## Gemeenten
Het kanton Le Parcq omvatte de volgende gemeenten:
- Auchy-lès-Hesdin
- Azincourt
- Béalencourt
- Blangy-sur-Ternoise
- Blingel
- Éclimeux
- Fillièvres
- Fresnoy
- Galametz
- Grigny
- Incourt
- Maisoncelle
- Neulette
- Noyelles-lès-Humières
- Le Parcq (hoofdplaats)
- Le Quesnoy-en-Artois
- Rollancourt
- Saint-Georges
- Tramecourt
- Vacqueriette-Erquières
- Vieil-Hesdin
- Wail
- Wamin
- Willeman